# Micropeza lineata
Micropeza lineata is een vliegensoort uit de familie van de spillebeenvliegen (Micropezidae). De wetenschappelijke naam van de soort is voor het eerst geldig gepubliceerd in 1926 door Van Duzee.